# Rue Gorki
La rue Gorki (Улица Горького) est une rue du centre historique de Kazan en Russie. C'est l'une des voies principales de la ville.

## Situation
La rue Gorki s'étend de l'ouest vers l'est et se termine vers le nord-est. Elle commence au croisement de la rue Pouchkine et de la rue Dzerjinski et se termine au croisement de la rue Karl-Marx. Elle est traversée par la rue Galaktionov, la rue Joukovski, la rue Gogol, la rue Mouchtari et la rue Tolstoï. La rue est en pente au début.

## Transports

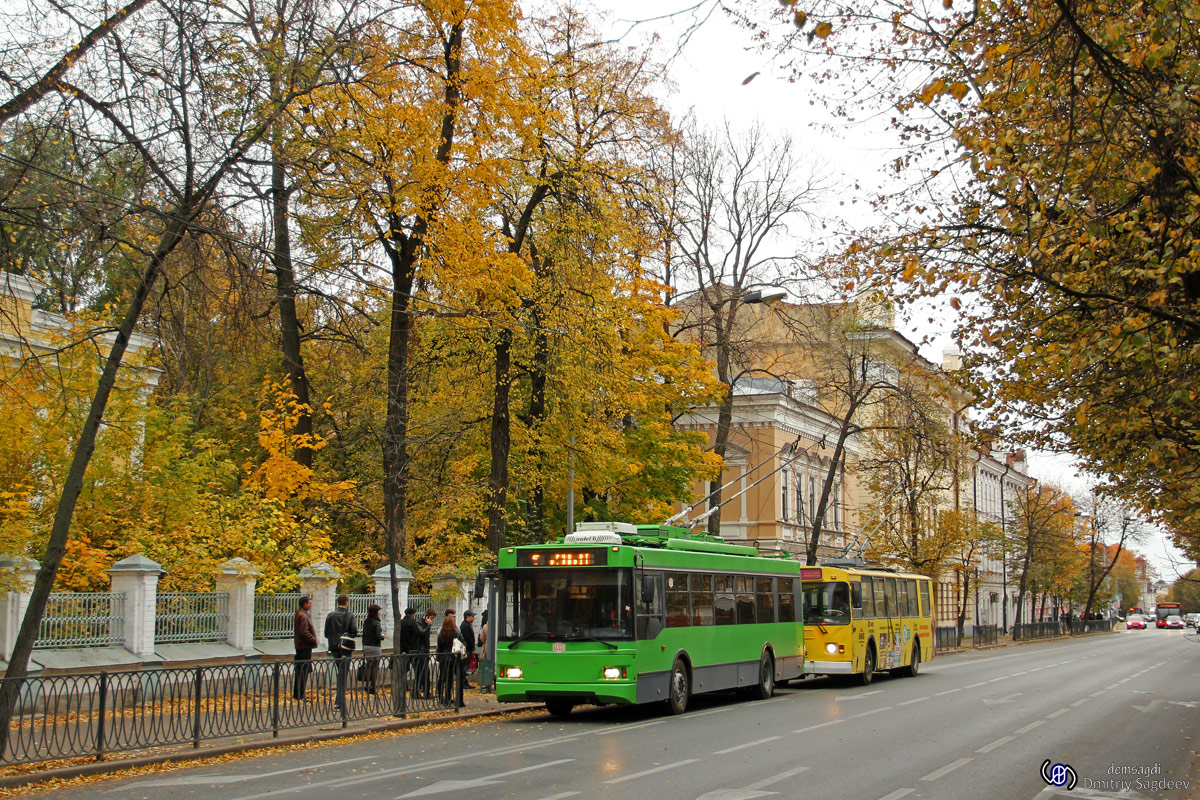
Trolleybus rue Gorki.

La rue est à sens unique depuis les années 2000, de la rue Pouchkine à la rue Karl-Marx. Elle a été en travaux en 2012.
Elle est desservie par plusieurs lignes d'autobus (10, 30, 35а, 54, 63, 91) et plusieurs lignes de trolleybus (3, 5, 7, 8) à partir du centre.

## Noms
La rue prend le nom en 1798 de rue Bolchaïa Letskaïa (Liadskaïa) en l'honneur du général-major Alexeï Letskoï (1725-1800) dont la maison se trouvait à l'emplacement actuel du jardin Letskoï,,.
Elle reçoit son nom actuel en 1924 en hommage à l'écrivain Maxime Gorki qui y mena ses « universités de Kazan » et travailla dans une maison de cette rue  (aujourd'hui musée Gorki).
On installe en 1952 un buste de Gorki sur le mur du musée Gorki.

## Histoire et édifices remarquables
Les édifices construits de chaque côté datent surtout du milieu du XIXe siècle au début du XXe siècle. L'un des plus imposants est l'immeuble Kekine (1903-1905) en style néogothique et néomauresque; l'un des plus anciens, l'hôtel particulier Baratynski (début des années 1830). Parmi les édifices marquants l'on peut distinguer le théâtre Tintchourine, une pharmacie ancienne et le consulat de Turquie.
Le jardin Liadskoï donne dans cette rue et une statue de Derjavine se trouve à l'entrée. Le point géographique central de Kazan se situe au croisement de la rue Gogol et de la rue Gorki 
.

## Habitants célèbres

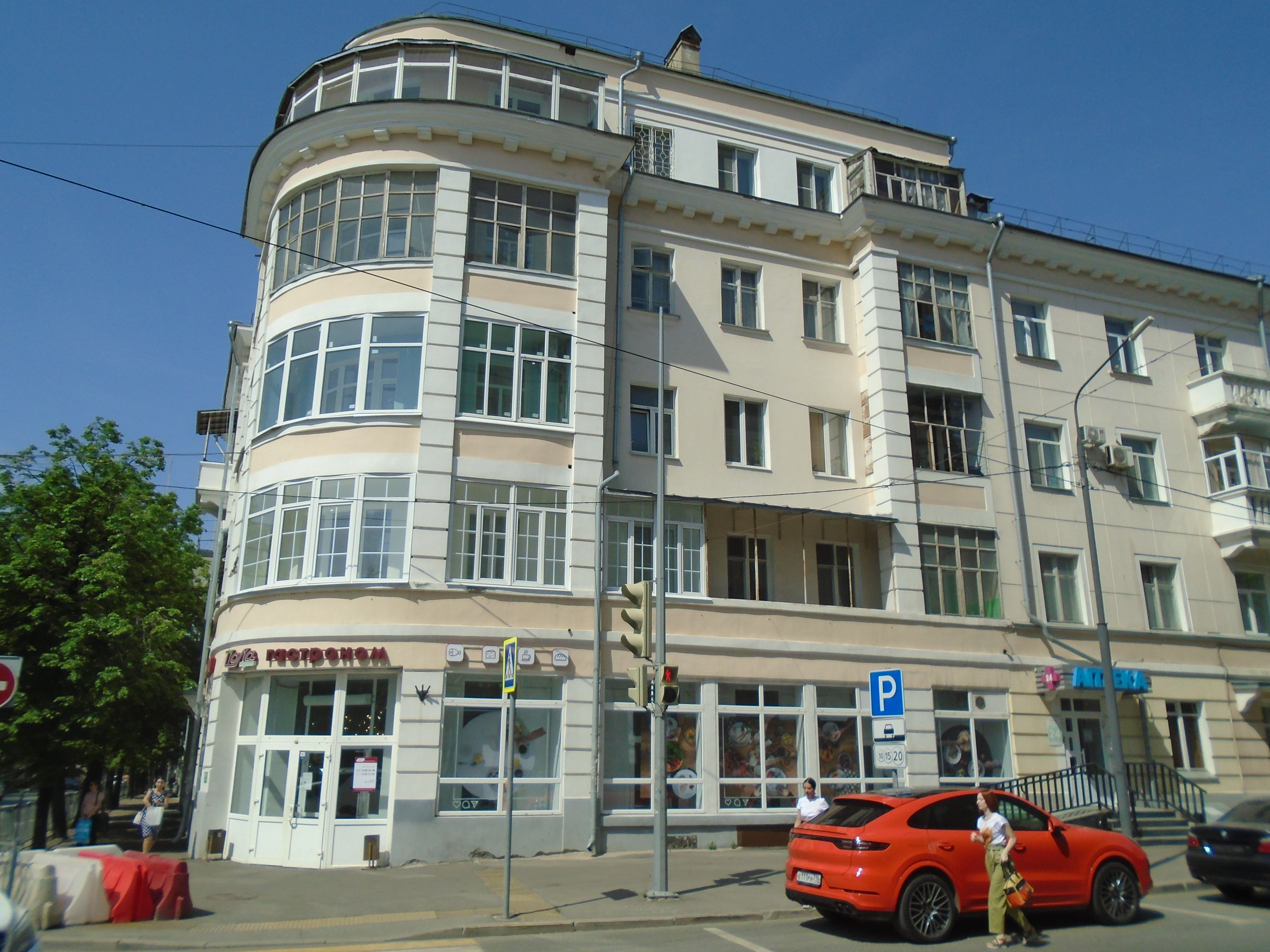
Immeuble n° 17, réservé du temps de l'URSS à des artistes et scientifiques bien considérés par le régime.

- N° 25/28 — Evgueni Baratynski, poète
- N° 15 — Leontii Kekine, marchand millionnaire propriétaire de l'immeuble du même nom et d'un hôtel particulier dans cette rue
- N° 13 — Salikh Saïdachev — compositeur tatar du temps de l'URSS. Un musée qui lui est consacré se trouve ici.
- N° 17/9 — Moussa Djalil poète tatar soviétique.
- N° 17/9 — Nazib Jiganov  compositeur tatar soviétique, artiste du peuple de l'URSS
- N° 17/9 — Rachid Mourtazi, architecte tatar soviétique
- N° 17/9 — Masgout Latypov, compositeur tatar soviétique
- N° 17/9 — Fatyima Ilskaïa, actrice tatare soviétique
- N° 17/9 — Khalil Abjalilov, acteur tatar soviétique, artiste du peuple

## Photographies

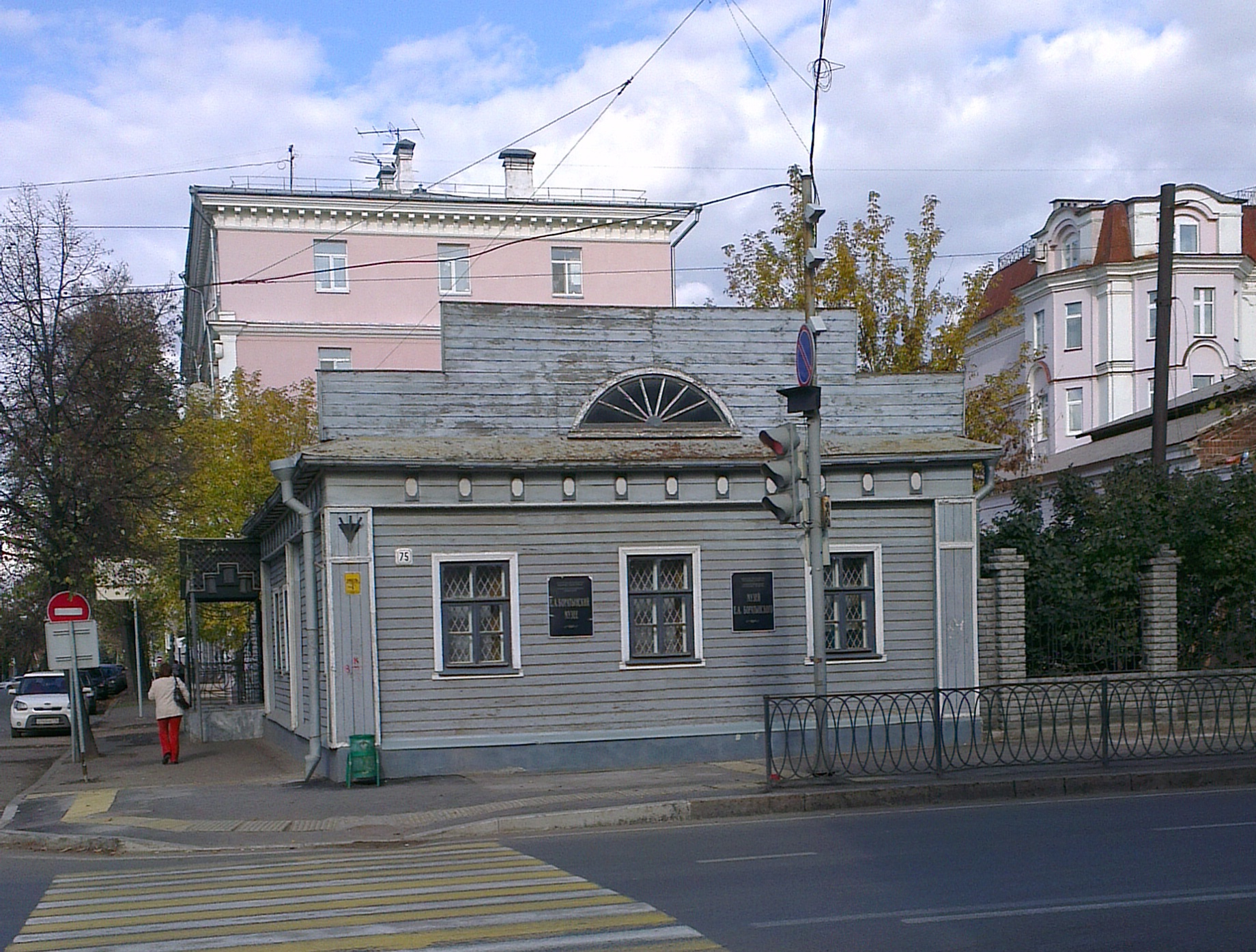
Musée Baratynski
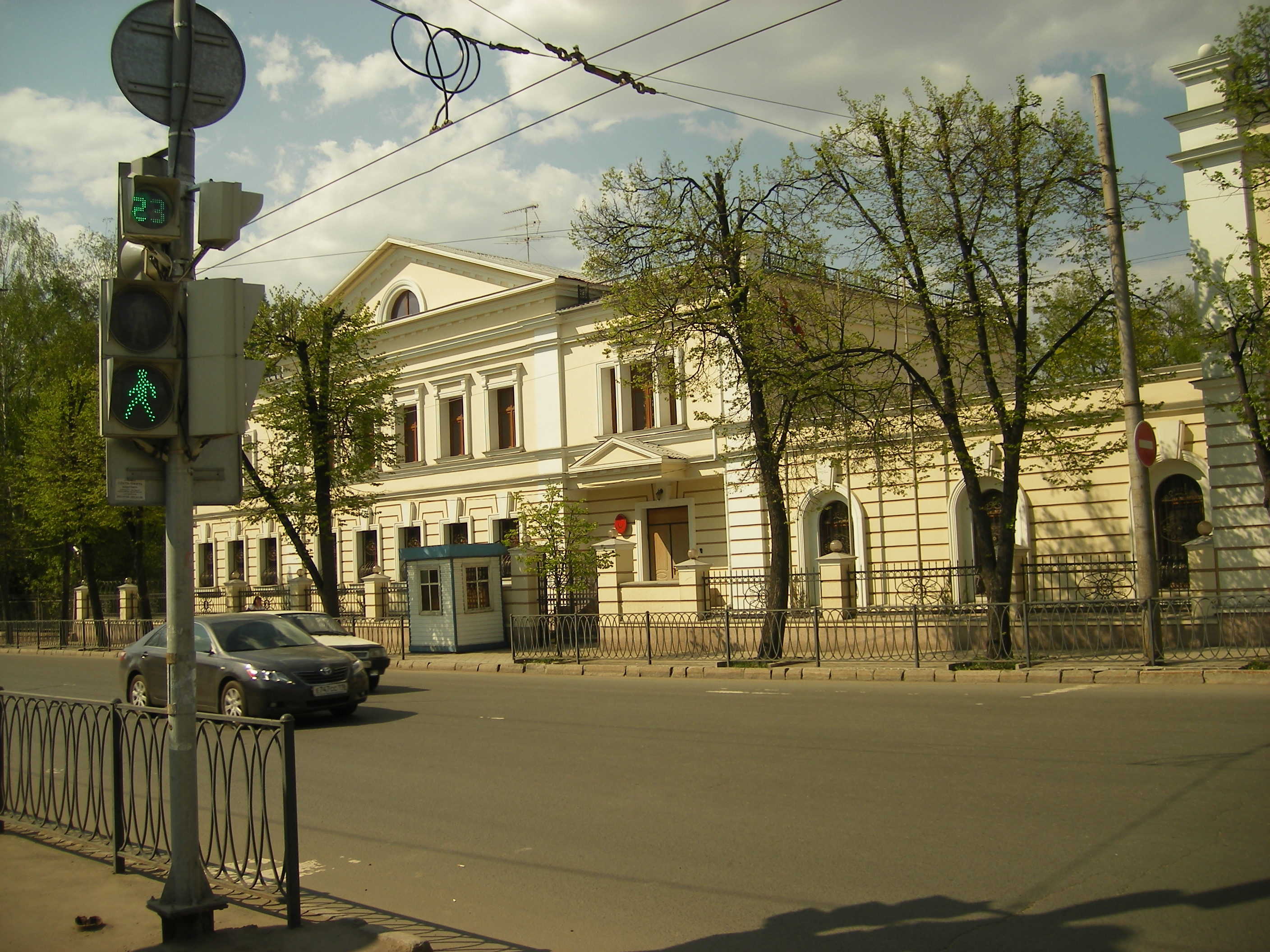
Consulat de Turquie
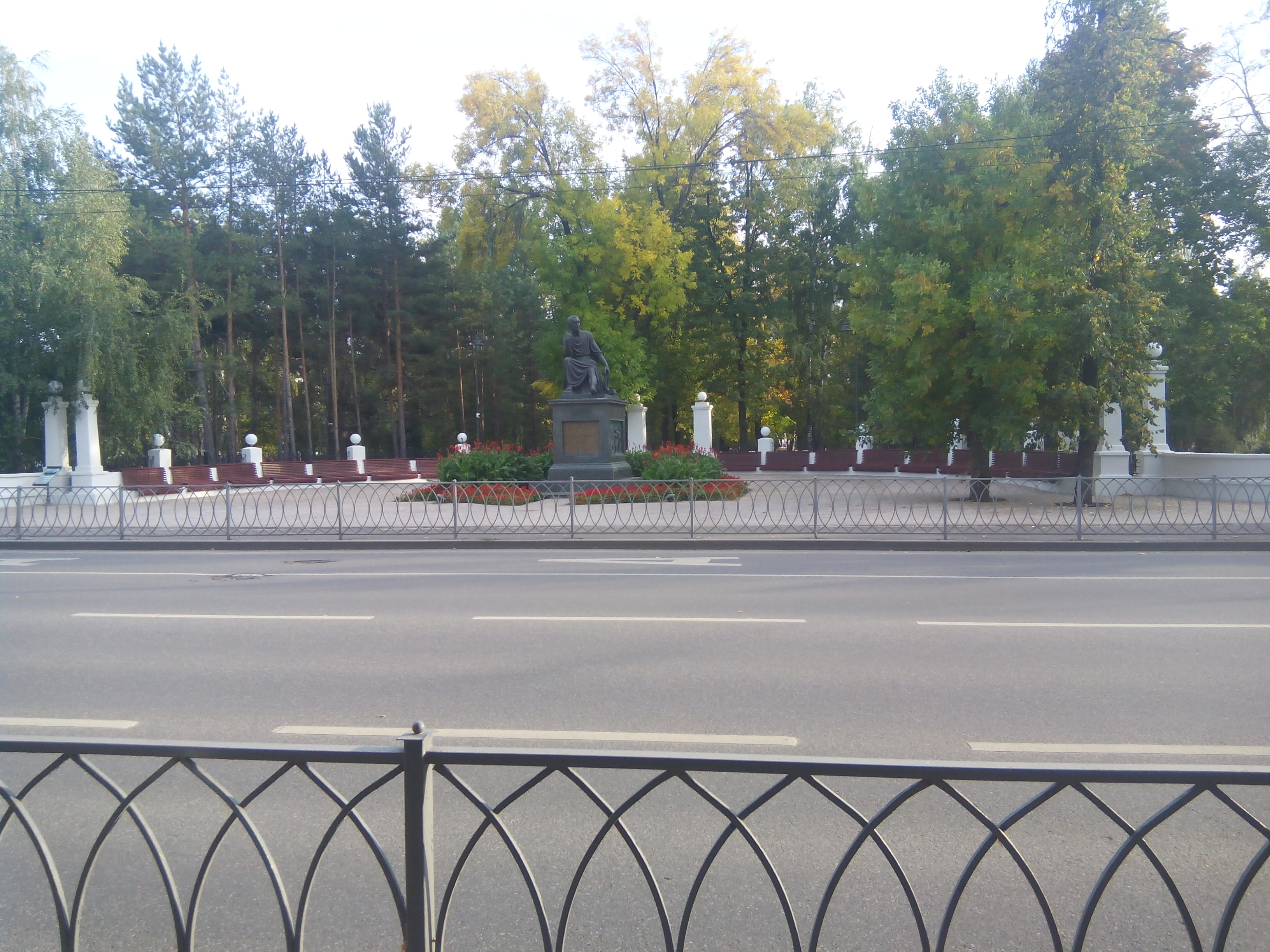
Statue de Derjavine
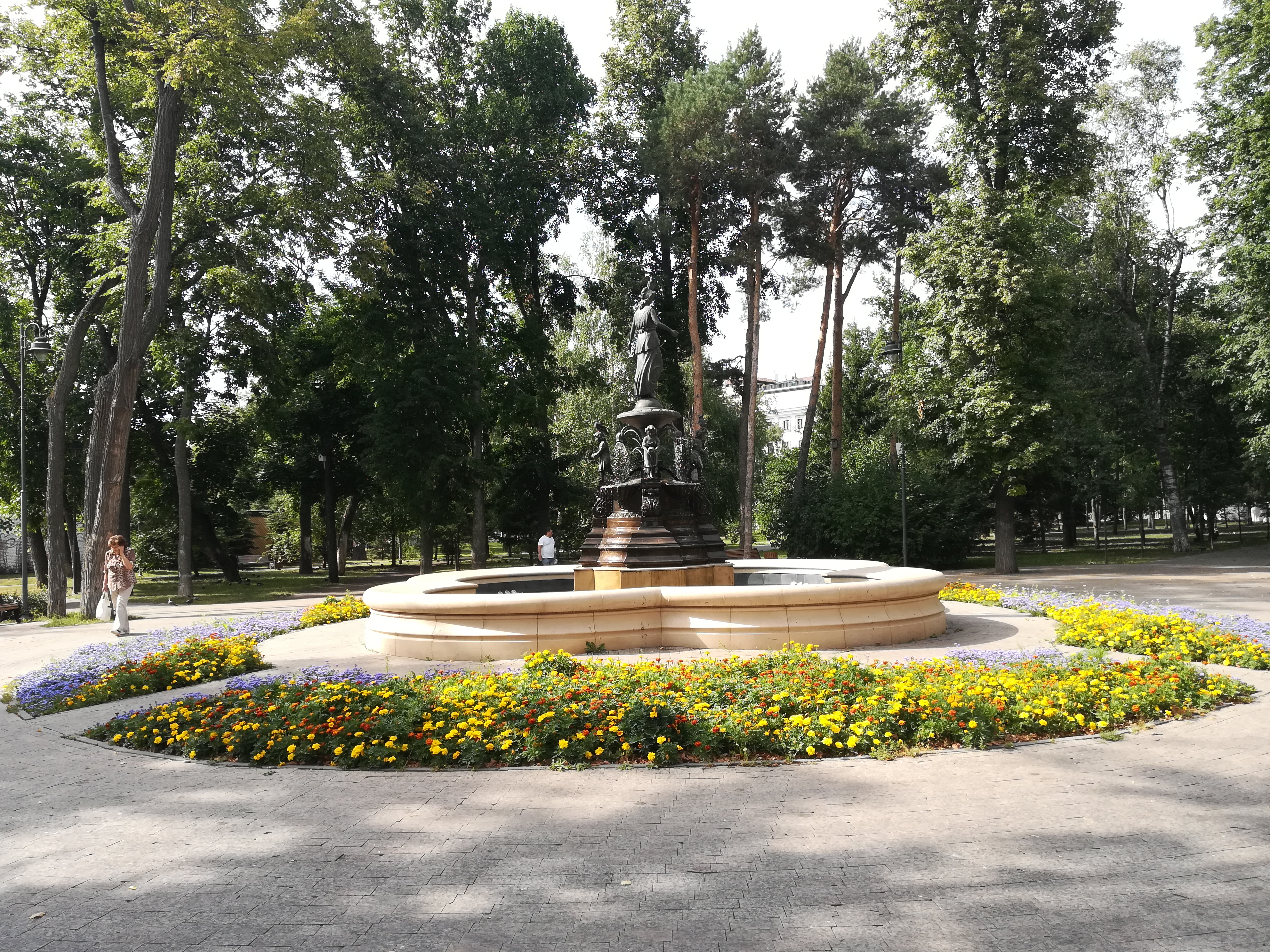
Jardin Liadskoï